# Минасян, Ваагн Альбертович
Ваа́гн Альбе́ртович Минася́н (арм. Վահագն Ալբերտի Մինասյան; 25 апреля 1985, Ереван, Армянская ССР, СССР) — армянский футболист и тренер, защитник. Младший брат Армана Минасяна.

## Клубная карьера
Начинал выступать в дубле ереванского «Спартака» в Первой лиги. В период чемпионата 2003 года Минасян переходит в клуб Премьер-лиги — «Котайк». Поиграв в составе абовянского клуба, был вынужден в начале 2006 года искать новое место работы, ввиду расформирования «Котайка».
В итоге Минасян оказался в «Арарате», за который провёл следующие 3 сезона. Из сезона в сезон Минасян совершенствовался и к сезону 2008 достиг наивысших результатов. В этом году стал серебряным призёром чемпионата и обладателем Кубка Армении. Минасян автор гола в золотом матче за чемпионство 2008 года, в котором «Арарат» потерпел поражение. Минасян являлся лучшим игроком во-второй половине чемпионата, а также лучшим игроком в золотом матче в составе «Арарата». После завершения чемпионата Минасян покинул расположение клуба и не участвовал в тренировках команды.
С начала 2009 года перешёл в ереванский «Пюник», с которым участвовал в тренировочных процессах. Данный переход был скандальным ввиду того, что контракт с «Араратом» у Минасяна не закончился. «Арарат» в свою очередь подавал жалобу в ФФА на действия Минасяна и «Пюник». В конечном итоге Минасян остался в составе многократных чемпионов Армении с которым заключил контракт. В составе «Пюника» завоевал золотые медали чемпионатов 2009 и 2010 годов. Стал обладателем Кубка Армении в розыгрышах 2009 и 2010 годов, а также Суперкубка 2010.
После окончания сезона 2010 года у Минасяна закончился контракт с «Пюником». Новый контракт с клубом он не подписал и отправился на правах свободного агента в Иран, в местный «Рах Ахан», где тренером вратарей является Арутюн Абраамян. Однако по прибытии Минасяну предъявили дополнительно ряд условий, с которыми он не согласился и вернулся в Ереван. На той же неделе Минасян заключил однолетний контракт с ереванской «Микой». В конце года контракт между клубом и игроком завершился, но Минасян продлевать не стал.
В статусе свободного агент начал тренироваться с «Улиссом», с которым впоследствии заключил контракт.

## Карьера в сборной
Впервые в состав сборной Армении был привлечён 2 июня 2007 года. В матче отборочного цикла к Евро-2008 против Сборной Казахстана, Минасян вышел на поле с первых минут и отыграл весь матч, в котором Сборная Армении праздновала победу со счётом 2:1.

## Достижения
«Арарат» (Ереван)
- Серебряный призёр чемпионата Армении: 2008
- Обладатель Кубка Армении: 2008
- Финалист Кубка Армении: 2007

«Пюник»
- Чемпион Армении: 2009, 2010
- Обладатель Кубка Армении: 2009, 2010

«Мика»
- Обладатель Кубка Армении: 2011

## Статистика выступлений
Данные на 24 ноября 2011
| Клуб             | Сезон            | Чемпионат | Чемпионат | Кубки | Кубки | Еврокубки | Еврокубки | Всего | Всего |
| Клуб             | Сезон            | Матчи     | Голы      | Матчи | Голы  | Матчи     | Голы      | Матчи | Голы  |
| ---------------- | ---------------- | --------- | --------- | ----- | ----- | --------- | --------- | ----- | ----- |
| Котайк           | 2003             | 10        | 0         | 0     | 0     | 0         | 0         | 10    | 0     |
| Котайк           | 2004             | 24        | 3         | 3     | 1     | 0         | 0         | 27    | 4     |
| Котайк           | 2005             | 14        | 1         | ?     | ?     | 0         | 0         | 14    | 1     |
| Всего            | Всего            | 48        | 4         | 3     | 1     | 0         | 0         | 51    | 5     |
| Арарат (Ереван)  | 2006             | 19        | 2         | ?     | ?     | 0         | 0         | 19    | 2     |
| Арарат (Ереван)  | 2007             | 26        | 3         | 3     | 0     | 2         | 0         | 31    | 3     |
| Арарат (Ереван)  | 2008             | 28        | 4         | 6     | 2     | 2         | 0         | 36    | 6     |
| Всего            | Всего            | 73        | 9         | 9     | 2     | 4         | 0         | 86    | 11    |
| Пюник            | 2009             | 26        | 0         | 4     | 0     | 2         | 0         | 32    | 0     |
| Пюник            | 2010             | 21        | 4         | 6     | 0     | 1         | 0         | 28    | 4     |
| Всего            | Всего            | 47        | 4         | 10    | 0     | 3         | 0         | 60    | 4     |
| Мика             | 2011             | 7         | 0         | 2     | 0     | 0         | 0         | 9     | 0     |
| Всего            | Всего            | 7         | 0         | 2     | 0     | 0         | 0         | 9     | 0     |
| Улисс            | 2012/13          | 0         | 0         | 0     | 0     | 0         | 0         | 0     | 0     |
| Всего            | Всего            | 0         | 0         | 0     | 0     | 0         | 0         | 0     | 0     |
| Всего за карьеру | Всего за карьеру | 175       | 17        | 24    | 3     | 7         | 0         | 206   | 20    |